# Amelia Romero de la Flor
Amelia Romero de la Flor, más conocida como Ame Romero, (Cádiz, España, 25 de septiembre de 1990) es una futbolista española. Juega de cierre y su equipo actual es la Futsi Atlético Navalcarnero de la Primera División de fútbol sala femenino de España. Fue elegida como segunda mejor jugadora de fútbol sala del mundo los años 2017 y 2018.

## Trayectoria
Debutó en la primera división con en el Cádiz FSF, posteriormente pasó por el Cajasur Córdoba, Valladolid FS, Universidad de Alicante y Futsi Atlético Navalcarnero l

## Selección nacional
Fue convocada por vez primera a la selección española femenina de fútbol sala, el mundial de Rusia de 2014. En el año 2018 jugó la fase de clasificación para el primera Eurocopa, y en 2019 participó en la Eurocopa de Portugal donde se proclamó campeona. En el año 2022 volvió a ganar la Eurocopa.

## Estadísticas

### Clubes
Actualizado al último partido jugado el 26 de junio de 2022.
| Club | Div.          | Temporada     | Liga  | Liga  | Liga       | Liga      | Copas nacionales(1) | Copas nacionales(1) | Copas nacionales(1) | Copas nacionales(1) | Torneos internacionales(2) | Torneos internacionales(2) | Torneos internacionales(2) | Torneos internacionales(2) | Total(3) | Total(3) | Total(3)   | Total(3)  |
| Club | Div.          | Temporada     | Part. | Goles | Amonestado | Expulsado | Part.               | Goles               | Amonestado          | Expulsado           | Part.                      | Goles                      | Amonestado                 | Expulsado                  | Part.    | Goles    | Amonestado | Expulsado |
| --- | ------------- | ------------- | ----- | ----- | ---------- | --------- | ------------------- | ------------------- | ------------------- | ------------------- | -------------------------- | -------------------------- | -------------------------- | -------------------------- | -------- | -------- | ---------- | --------- |
| Cádiz FSF · España |               |               |       |       |            |           |                     |                     |                     |                     |                            |                            |                            |                            |          |          |            |           |
| 1.ª |               |               |       |       |            |           |                     |                     |                     |                     |                            |                            |                            |                            |          |          |            |           |
| 2008-09 | 30            | 9             | 5     | 0     | -          | -         | -                   | -                   | -                   | -                   | -                          | -                          | 30                         | 9                          | 5        | 0        |            |           |
| 2.ª |               |               |       |       |            |           |                     |                     |                     |                     |                            |                            |                            |                            |          |          |            |           |
| 2009-10 |               | -             | -     | -     | -          | -         | -                   | -                   | -                   | -                   | -                          | -                          |                            | -                          | -        | -        |            |           |
| 2010-11 |               | -             | -     | -     | -          | -         | -                   | -                   | -                   | -                   | -                          | -                          |                            | -                          | -        | -        |            |           |
| Total club | Total club    | 30            | 9     | 5     | 0          | -         | -                   | -                   | -                   | -                   | -                          | -                          | -                          | 30                         | 9        | 5        | 0          |           |
| Cajasur Córdoba · España |               |               |       |       |            |           |                     |                     |                     |                     |                            |                            |                            |                            |          |          |            |           |
| 1.ª |               |               |       |       |            |           |                     |                     |                     |                     |                            |                            |                            |                            |          |          |            |           |
| 2011-12 | 27            | 16            | 4     | 0     | 1          | 0         | 0                   | 0                   | -                   | -                   | -                          | -                          | 28                         | 16                         | 4        | 0        |            |           |
| Total club | Total club    | 27            | 16    | 4     | 0          | 1         | 0                   | 0                   | 0                   | -                   | -                          | -                          | -                          | 28                         | 16       | 4        | 0          |           |
| Valladolid FSF · España |               |               |       |       |            |           |                     |                     |                     |                     |                            |                            |                            |                            |          |          |            |           |
| 1.ª |               |               |       |       |            |           |                     |                     |                     |                     |                            |                            |                            |                            |          |          |            |           |
| 2012-13 | 28            | 18            | 10    | 0     | 1          | 2         | 1                   | 0                   | -                   | -                   | -                          | -                          | 29                         | 20                         | 11       | 0        |            |           |
| Total club | Total club    | 28            | 18    | 10    | 0          | 1         | 2                   | 1                   | 0                   | -                   | -                          | -                          | -                          | 28                         | 18       | 10       | 0          |           |
| Universidad de Alicante FSF · España |               |               |       |       |            |           |                     |                     |                     |                     |                            |                            |                            |                            |          |          |            |           |
| 1.ª |               |               |       |       |            |           |                     |                     |                     |                     |                            |                            |                            |                            |          |          |            |           |
| 2013-14 | 28            | 29            | 1     | 1     | 1          | 0         | 0                   | 0                   | -                   | -                   | -                          | -                          | 29                         | 29                         | 1        | 1        |            |           |
| 2014-15 | 30            | 15            | 9     | 0     | 1          | 0         | 1                   | 0                   | -                   | -                   | -                          | -                          | 31                         | 15                         | 10       | 0        |            |           |
| Total club | Total club    | 58            | 44    | 10    | 1          | 2         | 0                   | 1                   | 0                   | -                   | -                          | -                          | -                          | 60                         | 44       | 11       | 1          |           |
| Futsi Atlético Navalcarnero · España |               |               |       |       |            |           |                     |                     |                     |                     |                            |                            |                            |                            |          |          |            |           |
| 1.ª |               |               |       |       |            |           |                     |                     |                     |                     |                            |                            |                            |                            |          |          |            |           |
| 2015-16 | 27            | 13            | 1     | 0     | 4          | 2         | 0                   | 0                   | -                   | -                   | -                          | -                          | 31                         | 15                         | 1        | 0        |            |           |
| 2016-17 | 30            | 10            | 6     | 0     | 5          | 1         | 2                   | 0                   | 3                   | 3                   | 0                          | 0                          | 38                         | 14                         | 8        | 0        |            |           |
| 2017-18 | 30            | 19            | 2     | 0     | 5          | 5         | 1                   | 0                   | 3                   | 1                   | 0                          | 0                          | 38                         | 25                         | 3        | 0        |            |           |
| 2018-19 | 29            | 19            | 2     | 0     | 5          | 1         | 0                   | 0                   | 2                   | 0                   | 0                          | 0                          | 36                         | 20                         | 2        | 0        |            |           |
| 2019-20 | 22            | 16            | 4     | 0     | 5          | 1         | 1                   | 0                   | -                   | -                   | -                          | -                          | 27                         | 17                         | 5        | 0        |            |           |
| 2020-21 | 24            | 11            | 3     | 0     | 4          | 2         | 0                   | 0                   | -                   | -                   | -                          | -                          | 28                         | 13                         | 3        | 0        |            |           |
| 2021-22 | 31            | 12            | 3     | 0     | 5          | 1         | 0                   | 0                   | -                   | -                   | -                          | -                          | 36                         | 13                         | 3        | 0        |            |           |
| Total club | Total club    | 194           | 102   | 21    | 0          | 32        | 13                  | 4                   | 0                   | 8                   | 4                          | 0                          | 0                          | 234                        | 119      | 25       | 0          |           |
| Total carrera | Total carrera | Total carrera | 337   | 189   | 50         | 1         | 36                  | 15                  | 6                   | 0                   | 8                          | 4                          | 0                          | 0                          | 381      | 208      | 56         | 1         |
| (1) Incluye datos de Copa de España / Supercopa de España. (2) Incluye datos de Campeonato de Europa de Clubes, Recopa y Copa Intercontinental. (3) No incluye datos de partidos amistosos. |               |               |       |       |            |           |                     |                     |                     |                     |                            |                            |                            |                            |          |          |            |           |

## Palmarés y distinciones
- Eurocopa:

 2019
 2022
- Liga española: 3

2016-17, 2018/19 y 2021-22
- Copa de España: 2

2016, 2018
- Supercopa de España: 3

2016, 2017, 2018
- Campeonato de Europa de Clubes de fútbol sala femenino: 2

2017, 2018
- Medalla de la Provincia de Cádiz en 2020[5]